# Claude Marc Bourget
Pour les articles homonymes, voir Bourget.
Claude-Marc Bourget est né à Montréal, en novembre 1956, musicien, écrivain, graphiste et journaliste québécois. 

## Biographie
Claude Marc Bourget a étudié en lettres et est un autodidacte en musique (composition et piano). Éditeur et historien à ses heures, il collabore aux Éditions du Beffroi et à la revue Égards aux côtés de Jean Renaud, Maurice G. Dantec, Luc Gagnon et Richard Bastien. On lui doit, dans Égards, une étude polémique sur Pierre Le Moyne d'Iberville. 
Claude Marc Bourget se fait connaître en 1982 avec son passage au Musak Noise Sound Festival (Galerie Véhicule Art Montréal) auquel participaient bon nombre d’artistes expérimentaux de Montréal et de New York — avec un concert pour piano solo improvisé et bande magnétique intitulé "Tension résonante / prolongation". S’ajoute aussitôt la réalisation et création d’Erdro Erdrosed, "Concert d’Improvisation Contemporaine & dispositif magnétophonique pour piano, guitare acoustique, percussions et 3 magnétophones et 3 techniciens". Erdro Erdrosed II, version plus complexe (pour 6 magnétophones œuvrant live en un système ré-injection multiple) et mieux organisée de l’œuvre, sera créé en 1983 au Musée d'art contemporain de Montréal.
Cette année de 1983 voit Claude Marc Bourget entrer à l’Ensemble de Musique Improvisée de Montréal (l’E.M.I.M.). Il présente un concert solo en salle (Piano Plus) au Festival de Jazz de Montréal. Après une tournée en France avec l’E.M.I.M. (Paris, Metz, Nancy), il met un terme soudain à la scène.
On le retrouve un temps à la direction des communications de différentes firmes d’ingénierie, puis conseiller en communication auprès des grandes entreprises (ingénierie, banques, assurances), cependant qu’il s’attaque à la littérature.
En 2007, il revient à la musique et surtout au piano. Improvisateur, mais dans une ligne qui mélange le jazz moderne à la musique classique (Debussy, Ravel, Stravinsky) ou contemporaine, il joue le plus souvent en solo. Il s'adonne également à la composition et à la programmation musicale, notamment dans le cadre de Metis Islands Records, aujourd'hui fermé. Il a sorti en avril 2018 un album de chansons, Les amants de l'ombre, suivi de quelques autres EP, dont La très beauté. Enfin, il est producteur à ses heures, comme pour l'album solo du guitariste Jean-Pierre Chassé, Pilgrim of the String (Productions de l'onde, 2012), et l'EP de Nuné Melik, Echo, où figure l'une de ses compositions dédiée à la violoniste.

## Publications
- La bataille des Alberti, suivi de Le Sagittaire d’Evesham, Récits, Beffroi, Québec (1990).
- De la décréation du monde, Cinq entretiens avec Jean Renaud, Beffroi, Québec. (1994)
- Les Immortels de Mathijsen, Roman policier, Humanitas, Montréal, Montréal (2000)
- Lumières et réactions sur Le Moyne d'Iberville (1706-2006)

## Discographie
- Second Time, Improvisations Cycle, piano, Quebec Improvised Musics Society, 2008
- Musiques de ballet, piano, enregistré à la salle Françoys-Bernier du Domaine Forget, Saint-Irénée, Canada, Audience, 2009
- Noviaus Tanz, pour violon, violoncelle, violons virtuels et contrebasse virtuelle, Metis Islands Music, 2012
- Greenland, Song of the Ice ("Groenland, ou le Chant des glaces"), for solo violin, Metis Islands Music, 2012
- Les amants de l'ombre, six chansons d'amour et de mort, Métis Islands Records, 2018
- Bourget chante La lettre, Blanche, Silence (EP). Trois chansons tirées de l’opéra-tango « La bibliothèque interdite » de Denis Plante (La lettre, Blanche, Silence), Métis Islands Records et Bourget Music, 2020
- La très beauté (EP), 3 chansons sur des poèmes de Benoit Miller (La très beauté, Marie, Novembre), Bourget Music, 2020
- Tsarfat, chants pour violon seul, œuvre pour violon solo (9:33), in Echo, Nuné Melik, violon, Bourget Music, 2022
- Bourget chante Yves Bonnefoy (EP). Deux chansons sur deux poèmes d'Yves Bonnefoy : «Menaces du témoin» (1958), in Hier régnant désert, et « Dévotion » (1959)[1]. Bourget Music.